# 梅思平
梅 思平（ばい しへい）は中華民国の政治家。南京国民政府（汪兆銘政権）の要人である。旧名は祖芬。

## 事績
国立北京大学法律科の卒業生。国立中央大学、国立中央政治学校教授を経て、1933年（民国22年）、江寧県（現在の南京市江寧区）県長となる。中国国民党では、CC系の一員とされる。1936年（民国25年）6月、江蘇省第10区行政督察専員に任命され、9月には同区保安司令も兼ねた。翌年5月、職を免ぜられたが、同年に国民党中央政治委員会内政委員となる。
梅思平は、周仏海の側近として「低調倶楽部」に参加し、対日和平を主張した。また、芸文研究会香港分会の責任者として、香港の国際問題研究所の専門研究員となり、『国際叢書』の編集を担当した。1938年（民国27年)8月、汪兆銘（汪精衛）側の代表として松本重治ら日本側の和平運動責任者と交渉を重ね、汪兆銘の重慶脱出を実現させた。
1939年（民国28年）8月、梅思平は汪兆銘に合流し、中国国民党第6期（汪派）で執行委員会常務委員に選出された。翌1940年3月30日、南京国民政府（汪兆銘政権）の正式な成立とともに、中央政治会議指定委員、国民政府工商部部長（特任官）となる。5月、日本軍管理工廠接収委員会委員長となり、7月には糧食委員会委員長となった。11月、日本との『中日（日中）基本関係条約』締結に参与する。
1941年（民国30年）2月、浙江省省長を兼任し、3月に清郷委員会委員、8月に実業部部長と歴任した。1943年（民国32年）1月、最高国防会議委員となり、9月、内政部部長に異動した。1945年（民国34年）5月、民衆訓練部部長も兼任する。
日本敗北後の同年9月に逮捕され、1946年（民国35年）5月9日、死刑判決を受ける。同年9月14日、南京で死刑を執行された。51歳没。

## 注
1. ↑  徐友春主編『民国人物大辞典 増訂版』1559頁。鄭仁佳「梅思平小伝」は1896年説に言及しながらも、1898年（光緒24年）説をとる。
2. ↑  劉傑『漢奸裁判』、277頁
3. 1 2  『大陸年鑑 昭和十八年』大陸新報社、400頁。
4. ↑  『国民政府公報』（南京）、民国29年4月1日、国民政府文官処印鋳局、10頁。
5. ↑  工商部と農鉱部が合併して実業部が成立した。そのため、事実上、梅思平の留任である。